# Мыла (приток Цильмы)
Мы́ла — река в России, протекает в Республике Коми по территории Усть-Цилемского района, правый приток реки Цильмы.
Длина — 186 км, площадь водосборного бассейна — 2700 км².
Крупнейший приток — Верхняя Валса (левый).
Мыла берёт начало на Тиманском кряже на границе с Архангельской областью на северо-западе Республики Коми. Течёт почти на всём протяжении на север, русло крайне извилистое, в нижнем течении к реке проходит дорога и расположены несколько небольших посёлков.
Мыла впадает в Цильму в 90 км от её устья, пятью километрами ниже посёлка Мыла.
Ранее[когда?] по реке производился сплав леса.

## Данные водного реестра
По данным государственного водного реестра России и геоинформационной системы водохозяйственного районирования территории РФ, подготовленной Федеральным агентством водных ресурсов:
- Бассейновый округ — Двинско-Печорский
- Речной бассейн — Печора
- Речной подбассейн — Печора ниже впадения реки Усы
- Водохозяйственный участок — Печора от водомерного поста Усть-Цильма до устья
- Код водного объекта — 03050300212103000079646

## Притоки
(расстояние от устья)
- 31 км: река Валса (лв)
- 39 км: река Берёзовка (лв)
- 69 км: река Большой (пр)
- 78 км: река Речка (лв)
- 91 км: река Верхняя Валса (лв)
- 99 км: река Мыльский (лв)
- 105 км: река Речка (лв)
- 120 км: река Выскырный (лв)
- 124 км: река Савосара (пр)
- 139 км: река Еранская (пр)
- 153 км: река Мыльская Рассоха (пр)